# 高野豆腐店の春
『高野豆腐店の春』（たかのとうふてんのはる）は、2023年8月18日に公開された日本映画。監督・脚本は三原光尋、主演は藤竜也。
広島県尾道で昔ながらの小さな豆腐店を営む職人気質の父と娘の心温まる愛情を描く。

## あらすじ
広島県尾道の町にある昔ながらの高野豆腐店。職人気質の父・高野辰雄と娘の春はこだわりの大豆からおいしい豆腐を二人三脚で作る日々を送っている。
ある日、辰雄は持病の心臓の具合が良くないことを医師から告げられる。自分にもしものことがあれば、離婚して家に戻ってきている春がひとりになってしまうと案じて、春の再婚相手を探そうと金森繁ら4人の仲間たちに相談する。そして、春には内緒でイタリアンシェフの村上ショーン務との見合いを企む。

## キャスト
高野辰雄
演 - 藤竜也
高野豆腐店の店主。愚直で職人気質。
高野春
演 - 麻生久美子
辰雄の娘。父と二人三脚で日々豆腐を作る、店の看板娘。
中野ふみえ
演 - 中村久美
スーパーの清掃員。辰雄と親しくなる婦人。
金森繁
演 - 徳井優
辰雄の悪友。理髪店の店主。
横山健介
演 - 山田雅人
辰雄の悪友。タクシー運転手。
山田寛太
演 - 日向丈
辰雄の悪友。英語学校の講師。
金森早苗
演 - 竹内都子
繁の妻。
鈴木一歩
演 - 菅原大吉
辰雄の悪友。定食屋の店主。
鈴木由美子
演 - 太田美恵
西田道夫
演 - 桂やまと
春の交際相手。高野豆腐店の納品先である駅ナカのスーパーで働いている。
田代奈緒
演 - 黒河内りく
高校生。演劇部で演出家の卵。
村上ショーン務
演 - 小林且弥
イタリアンシェフ。
坂下美野里
演 - 赤間麻里子
中野ふみえの姪。
坂下豪志
演 - 宮坂ひろし
坂下美野里の夫。

## スタッフ
- 監督・脚本 - 三原光尋
- エンディングテーマ - エディ藩[4]
- 製作 - 桝井省志、太田和宏[4]
- プロデューサー - 桝井省志、土本貴生、山川雅彦[4]
- 撮影 - 鈴木周一郎（J.S.C.）[4]
- 照明 - 志村昭裕
- 録音 - 郡弘道
- 美術 - 木谷仙夫
- 編集 - 村上雅樹（J.S.E.）[4]
- 音楽 - 谷口尚久[4]
- タイトルデザイン - 赤松陽構造
- 助監督 - 金子功、小村孝裕
- アシスタントプロデューサー - 吉野圭一
- 助成 - 文化庁文化芸術振興費補助金（映画創造活動支援事業）独立行政法人日本芸術文化振興会
- 配給 -  東京テアトル[4]
- 企画・製作プロダクション -  アルタミラピクチャーズ[5]
- 製作 - 「高野豆腐店の春」製作委員会[5]

## 受賞歴

### 国内受賞歴
日本ファッション協会 第21回シネマ夢クラブ
- ベストシネマ賞＜第３位＞

### 海外映画祭受賞歴
ハワイ国際映画祭（アメリカ／2023年11月）
- 観客賞受賞

シカゴ・アジアン・ポップアップシネマ映画祭（アメリカ／2024年4月～5月）
- 観客賞受賞

ウディネ・ファーイースト映画祭（イタリア／2024年4月～5月）
- 観客賞 第１位 ゴールデン・マルベリー賞受賞
- MYmovies パープル・マルベリー賞受賞